# Garrett Bradbury
Garrett Bradbury (Charlotte, 20 giugno 1995) è un giocatore di football americano statunitense che milita nel ruolo di centro per i Minnesota Vikings della National Football League (NFL).

## Carriera universitaria
Bradbury al college giocò a football con gli NC State Wolfpack dal 2015 al 2018 inizialmente come tight end e poi venendo spostato nella offensive line. Nel 2018 vinse il Rimington Trophy come miglior centro a livello universitario.

## Carriera professionistica
Bradbury fu scelto nel corso del primo giro (18º assoluto) del Draft NFL 2019 dai Minnesota Vikings. Debuttò come professionista partendo come titolare nella gara del primo turno contro gli Atlanta Falcons. La sua stagione da rookie si chiuse disputando tutte le 16 partite come titolare.